# Vilafranca de Bonany
Vilafranca de Bonany är en kommun i Spanien. Den ligger i den autonoma regionen Balearerna i östra delen av landet. Antalet invånare är 3 816 (2024). Vilafranca de Bonany ligger på ön Mallorca.